# 2 Fast 2 Furious
Série Fast and Furious
Turbo-Charged Prelude
(2003) Fast and Furious: Tokyo Drift
(2006)
Pour plus de détails, voir Fiche technique et Distribution.
2 Fast 2 Furious est un film américano-allemand réalisé par John Singleton et sorti en 2003. Il s'agit du deuxième film de la série Fast and Furious.
Le film débute après avoir laissé s'échapper le fugitif Dominic Toretto, l'ancien officier du LAPD Brian O'Conner est, comme Torreto, désormais en cavale et quitte Los Angeles pour Miami, afin de commencer une nouvelle vie. Mais une nuit, il est pris par les agents fédéraux des douanes. Le FBI lui offre une dernière chance : s'il accepte de prendre part à une opération conjointe des douanes et du FBI, son passé criminel sera effacé. Le but de la mission est d'arrêter Carter Verone, un baron de la drogue argentin. Pour le prendre en flagrant délit de blanchiment d'argent, Brian devra faire appel à ses compétences de pilote de rue. Refusant le partenaire que le FBI veut lui adjoindre, il impose la présence d'un ancien ami, Roman Pearce, devenu pilote de demolition derby et assigné à résidence pour des délits commis des années auparavant. Ils seront secondés par la plantureuse Monica Fuentes, « fiancée » de Carter et en fait flic infiltrée depuis longtemps, comme Brian à l'époque de l'affaire Toretto.

## Synopsis
(mai 2025).
Le contenu est difficilement compréhensible vu les erreurs de traduction, qui sont peut-être dues à l'utilisation d'un logiciel de traduction automatique.
Après avoir aidé Dominic Toretto à s'échapper des autorités de Los Angeles, L'ancien officier de la LAPD Brian O'Conner s'est échappé à Miami et a commencé une nouvelle vie en faisant des courses de rue lors d'événements organisés par son ami, le mécanicien Tej Parker. Brian est arrêté à la suite d'une course, mais son ancien patron, l'agent spécial du FBI Bilkins et l'agent des douanes Markham, offrent un accord pour effacer son casier en échange d'un aller sous couverture pour aider à arrêter le baron de la drogue Carter Verone. Brian accepte à la condition qu'il choisit son partenaire, il choisit son ami d'enfance éloigné Roman Pearce. Après une brève dispute, Roman accepte le poste à condition d’être aussi amnistié. 
De retour à Miami, l'agent des douanes  Monica Fuentes, qui travaille sous couverture pour Verone depuis onze mois. Après un test au cours duquel Brian et Roman ont battu six autres conducteurs pour récupérer un colis de la voiture de Verone dans un lot de fourrière, ils ont obtenu un emploi pour apporter un colis à Verone dans les Keys de Floride. Pendant le test, Markham pense qu'ils fuient et compromet presque leur couverture en les rencontrant au lot. Pour empêcher Markham de saper le prochain emploi, Brian et Roman acquièrent une Camaro Yenko de 1969 et une Dodge Challenger I de 1970 dans une course de glissement rose de deux des pilotes qui ont perdu l'épreuve de Verone.
Dans une boîte de nuit, Verone torture le détective corrompu du MPD Whitworth pour qu'il donne aux hommes une fenêtre pour faire leur escapade. Verone menace ensuite Monica, qu'il a vue parler affectueusement à Brian plus tôt au club. Brian et Roman reviennent à Tej et son équipage et organisent une diversion pendant leur trajet vers les Keys. Un matin, Brian se réveille pour trouver Monica chez lui. Elle l'avertit que Verone a l'intention de les tuer une fois la chute terminée. Enrique et Roberto arrivent, à sa recherche, et une confrontation s'ensuit avant l'arrivée de Verone pour désamorcer la situation, Monica s'échappant à l'avance.
Le jour du travail, Brian et Roman ont partagé l'argent entre leurs voitures et sont partis. Whitworth envoie finalement le service de police de Miami, et une poursuite s'ensuit. Le couple a conduit la police dans un entrepôt où une bousculade organisée par Tej provoque le chaos. Brian et Roman échappent à la police dans les muscle cars, tandis que Tej et Suki, un autre coureur de rue, sont arrêtés au volant des véhicules marqués par GPS pour éloigner les flics. Alors que Brian s'approche de l'aérodrome, Enrique lui ordonne de faire un détour vers une marina. Dans le même temps, Roman éjecte Roberto de sa voiture avec un siège éjecteur improvisé utilisant de l'oxyde nitreux. À l'aérodrome, les douanes entourent l'avion, mais se rendent compte qu'ils ont été dupés. À la marina, Verone révèle qu'il savait qu'il était sous surveillance et a donné de fausses informations à Monica. Verone ordonne à Brian de tuer et Monica à monter sur son yacht privé, avec l'intention de l'utiliser comme levier. Avant qu'Enrique ne puisse tuer Brian, Roman arrive et le couple le rend incapable. Verone s'enfuit à bord du yacht, mais est intercepté lorsque Brian chasse le Yenko d'une rampe et s'écrase sur le pont. Brian, Roman et Monica neutralisent et soumettent Verone.
Leur accord a été respecté, Markham efface le record de Brian et Roman, et Roman remet l'argent de Verone. Brian et Roman acceptent de rester à Miami et décident d'ouvrir un garage ensemble, financé par une part de l'argent qu'ils gardaient secrètement pour eux-mêmes.

## Fiche technique
- Titre original et français : 2 Fast 2 Furious
- Réalisation : John Singleton
- Scénario : Michael Brandt, Derek Haas (en), d'après une histoire de Michael Brandt, Derek Haas et Gary Scott Thompson, d'après les personnages créés par Gary Scott Thompson
- Musique : David Arnold
- Direction artistique : Liz Carney et Lawrence A. Hubbs[2]
- Décors : Keith Brian Burns
- Costumes : Sanja Milkovic Hays
- Photographie : Matthew F. Leonetti
- Audio et Son : Chris Carpenter, Rick Kline, Andy Koyama, Derek Sample
- Montage : Bruce Cannon et Dallas Puett
- Production : Neal H. Moritz
  - Coproduction : Heather Lieberman
  - Production déléguée : Michael Fottrell et Lee R. Mayes
- Sociétés de production[3] :
  - États-Unis : Original Film et Ardustry Entertainment, avec la participation de Universal Pictures
  - Allemagne : en association avec Mikona Productions GmbH & Co. KG
- Sociétés de distribution : Universal Pictures (États-Unis), United International Pictures (France, Suisse, Belgique et Allemagne), Universal Pictures Canada (Canada)
- Budget : 76 millions de $[4]
- Pays de production :  États-Unis,  Allemagne
- Langues originales : anglais et espagnol
- Format[5] : couleur (Technicolor) - 35 mm - 2,39:1 (Cinémascope) - son DTS | Dolby Digital | SDDS | DTS (DTS: X)
- Genre : action, policier, thriller
- Durée : 107 minutes
- Dates de sortie[6] :
  - États-Unis : 5 juin 2003 (Hollywood Black Film Festival) ; 6 juin 2003 (sortie nationale)
  - Canada, Québec[7] : 6 juin 2003
  - France, Suisse romande et Belgique : 18 juin 2003
  - Allemagne : 19 juin 2003
- Classification[8] :
  - États-Unis : accord parental recommandé, film déconseillé aux moins de 13 ans (PG-13 - Parents Strongly Cautioned)[Note 1]
  - Allemagne : interdit aux moins de 16 ans (FSK 16)
  - France : tous publics avec avertissement[9],[Note 2]

## Distribution
- Paul Walker (VF : Guillaume Lebon ; VQ : Martin Watier) : Brian O'Conner
- Tyrese Gibson (VF : Bruno Henry ; VQ : Thiéry Dubé) : Roman Pearce
- Eva Mendes (VF : Ivana Coppola ; VQ : Isabelle Leyrolles) : Monica Fuentes
- Cole Hauser (VF : Julien Kramer ; VQ : Marc-André Bélanger) : Carter Verone
- Ludacris (VF : Sidney Kotto ; VQ : Tristan Harvey) : Tej Parker
- Thom Barry (VF : Pascal Renwick ; VQ : Yves Corbeil) : l'agent Bilkins
- James Remar (VF : Jérôme Keen ; VQ : Luis de Cespedes) : l'agent Markham
- Devon Aoki (VF : Odile Cohen ; VQ : Kim Jalabert) : Suki
- Amaury Nolasco (VF : Christophe Peyroux ; VQ : Jacques Lussier) : Orange Julius
- Michael Ealy (VQ : Gilbert Lachance) : Slap Jack
- Jin Au-yeung (VF : David Lesser ; VQ : Dany Michaud) : Jimmy
- Edward Finlay (VQ : Patrick Chouinard) : l'agent Dunn
- Mark Boone Junior (VF : Pascal Casanova ; VQ : Denis Michaud) : l'inspecteur Whitworth
- Matt Galini (VQ : Benoît Éthier) : Enrique
- Roberto Sanchez (VF : Marc Alfos ; VQ : Sébastien Dhavernas) : Roberto
- Eric Etebari (VQ : Jean-Luc Montminy) : Darden
- John Cenatiempo : Korpi
- Drew Sidora : Bootz
- Neal H. Moritz : un policier dans sa voiture lors de la course-poursuite finale (caméo)

## Bande originale
Bandes originales de Fast and Furious
More Fast and Furious
(2001) Fast and Furious: Tokyo Drift
(2006)
| No  | Titre                   | Interprète(s)               | Durée |
| --- | ----------------------- | --------------------------- | ----- |
| 1.  | Start (Intro)           | Ludacris                    | 0:09  |
| 2.  | Act a Fool              | Ludacris                    | 4:30  |
| 3.  | Represent               | Trick Daddy                 | 3:38  |
| 4.  | Slum *                  | I-20 (en)                   | 3:06  |
| 5.  | Pick up the Phone       | Tyrese, Ludacris & R. Kelly | 4:53  |
| 6.  | Hands in the Air        | 8 Ball                      | 4:12  |
| 7.  | Gettin' It *            | Chingy                      | 4:19  |
| 8.  | Block Reincarnated      | Shawnna, Kardinal Offishall | 4:18  |
| 9.  | Pump It Up              | Joe Budden                  | 4:11  |
| 10. | Hell Yeah *             | Dead prez                   | 4:32  |
| 11. | Peel Off                | Jin                         | 4:09  |
| 12. | We Ridin' *             | Fat Joe                     | 3:01  |
| 13. | Rollin' on 20's         | Lil' Flip                   | 4:09  |
| 14. | Fuck What a Nigga Say * | Dirtbag                     | 3:16  |
| 15. | Oye                     | Pitbull                     | 4:03  |
| 16. | Miami                   | K'Jon                       | 4:18  |
| 17. | Finish (Outro)          | Ludacris                    | 0:10  |

(*) indique les titres n'apparaissant pas dans le film
La Chanson « Petit Boy » de l'artiste Jango Jack a servi de bande originale disponible sur la version française, piste 18.

## Accueil

### Critiques
Sur le site Rotten Tomatoes, le film est approuvé avec un taux d'approbation de 36 % basé sur 160 opinions, avec une note moyenne de 4,7⁄10. Le consensus critique du site est le suivant : "De belles personnes et de belles voitures dans un film qui ne taxera pas les cellules du cerveau". Metacritic a évalué sur la base de 35 critiques, un score moyen de 38⁄100, indiquant "des critiques généralement défavorables" parmi les critiques de l'échantillon.
L'accueil en France est aussi mitigé, le site AlloCiné lui attribue une moyenne de 2.3⁄5

### Box-office
Comme le premier opus, cette suite a aussi connu un succès.
| Pays ou région    | Box-office        | Date d'arrêt du box-office | Nombre de semaines |
| ----------------- | ----------------- | -------------------------- | ------------------ |
| États-Unis Canada | 127 154 901 $     | 22 janvier 2015            | 13                 |
| France            | 1 693 119 entrées | -                          | -                  |
| Total mondial     | 236 350 661 $     | -                          | -                  |

## Distinctions
Entre 2003 et 2017, 2 Fast 2 Furious a été sélectionné 17 fois dans diverses catégories et a remporté 4 récompenses.

### Récompenses
- Prix du jeune public 2003 :
  - Prix du jeune public de la Meilleure alchimie décerné à Paul Walker (Pour Paul Walker et sa voiture),
  - Prix du jeune public de la Meilleure scène de combat ou d’action.
- Prix BMI du cinéma et de la télévision 2004 : Prix BMI de la meilleure musique de film décerné à David Arnold.
- MTV Movie & TV Awards 2017 : Prix de la génération MTV décerné à la franchise Fast and the Furious.

### Nominations
- Prix du jeune public 2003 : Meilleure révélation masculine pour Michael Ealy.
- Éditeurs de sons de films 2004 : Meilleur montage sonore dans les fonctionnalités nationales - Dialogues et doublages dans un film pour Greg Hedgepath, Michael Hertlein, Bobbi Banks, Fred Stafford et Frederick H. Stahly.
- MTV Movie Awards 2004 : Meilleure révélation masculine de l'année pour Ludacris.
- Prix Bobine Noire 2004 :
  - Meilleure bande originale de film,
  - Meilleur réalisateur pour John Singleton,
  - Meilleure chanson pour Ludacris (Pour la chanson "Act a Fool"),
  - Meilleure chanson pour Joe Budden, Just Blaze, Robert "Kool" Bell, Claydes Smith, Robert Spike Mickens, Dennis D.T. Thomas, Richard Westfield et George Funky Brown (Pour la chanson "Pump It Up").
- Prix du jeune public 2004 : Meilleure révélation féminine pour Eva Mendes.
- Prix Grammy 2004 : Meilleure chanson écrite pour un film, une télévision ou un autre média visuel pour Ludacris (Pour la chanson "Act a Fool").
- Prix Razzie :
  - Pire excuse pour un film réel (tout concept / aucun contenu !),
  - Pire remake ou suite.
- Taurus - Prix mondiaux des cascades 2004 :
  - Meilleure cascade automobile pour Troy Brown, Annie Ellis, Teri Garland, Freddie Hice, Malosi Leonard, Sammy Maloof, George A. Sack Jr. et Jim Wilke[Note 3].
  - Meilleure coordination de cascades dans un long métrage pour Terry Leonard et Artie Malesci.

## Autour du film
- Pour le film, Paul Walker, Tyrese et Devon Aoki ont tous pris des cours dans une école de conduite sportive, bien qu'au moment du tournage Devon Aoki, qui interprète Suki, n'eût pas le permis[11],[12].
- Paul Walker, qui interprète Brian O'Conner, a fait une bonne partie des cascades du film lui-même[13].
- Les Mitsubishi conduites par les deux personnages principaux n'étaient pas encore sorties à la vente, Mitsubishi les a exceptionnellement fournies en avance pour le tournage[14].
- Le tournage principal de 2 Fast 2 Furious a commencé en septembre 2002 et a duré jusqu'en décembre 2002, avec des lieux de tournage comprenant Miami et ses environs dans le sud de la Floride[15],[16].

### Les voitures utilisées
| Modèle                          | Couleur                      | Année | Conduite par                 | Puissance | Fin |
| Mitsubishi 3000 GT              | Rouge                        | 1998  | Brian O'Conner               | 320 ch    | Abandonnée par Brian O'Conner au milieu du prologue, car potentiellement reconnue par la police.                                    |
| Nissan Skyline GTR              | Grise/Vinyle bleu            | 1999  | Brian O'Conner               | 505 ch    | Détruite après une intervention de la police qui a utilisé un canon électrostatique qui détruit le circuit électrique de la voiture |
| Mitsubishi Lancer Evolution VII | Jaune/Vinyle vert et bleu    | 2003  | Brian O'Conner et Tej Parker | 280 ch    | |
| Mitsubishi Eclipse Spyder       | Violet/Vinyle argenté        | 2003  | Roman Pearce et Suki         | 210 ch    | |
| Chevrolet Camaro Yenko          | Bleu/Bandes blanches         | 1969  | Brian O'Conner               | 455 ch    | Détruite à la fin du film après un saut dangereux sur un yacht                                                                      |
| Dodge Challenger Hemi           | Orange/Bande noire           | 1970  | Roman Pearce                 | 425 ch    | Hors d'usage à la fin du film après une collision avec une Lincoln Navigator noire                                                  |
| Toyota Supra                    | Beige/Vinyle marron et blanc | 1996  | Slap Jack                    | 654 ch    | Légèrement abimée après un saut dans la première course, lors de la levée du pont, puis réparée                                     |
| Mazda RX-7                      | Orange/Vinyle jaune          | 2002  | Julius                       |           | |
| Honda S2000                     | Rose/Dessins mangas rose     | 2000  | Suki                         | 380 ch    | Légèrement abimée après un saut dans la première course, lors de la levée du pont, puis réparée                                     |
| Saleen S281 Extrême             | Rouge                        | 2003  |                              | 400 ch    | Écrasée par un camion pendant la course au début du film                                                                            |
| Dodge Viper                     | Jaune                        | 2003  |                              | 505 ch    | |
| BMW M3                          | Noire kit Mashaw             | 1998  |                              | 456 ch    | Accidentée après avoir percuté des plots de sortie d'autoroute                                                                      |
| Chevrolet Corvette C5           | Gris                         | 2003  |                              | 405 ch    | Détruite après avoir foncé dans la Saleen                                                                                           |
| Cadillac DeVille                | Marron                       | 1968  | Roberto et Enrique           |           | Pare-brise brûlé par Roman |